# Kluisbergen
Kluisbergen is een gemeente in de Belgische provincie Oost-Vlaanderen. De gemeente, genoemd naar de Kluisberg in het zuiden, ligt in het heuvelachtige landschap van de Vlaamse Ardennen aan de rechteroever van de Schelde. Ten zuiden ligt de Waalse fusiegemeente Mont-de-l'Enclus, die eveneens hiernaar genoemd is. Kluisbergen telt ruim 6000 inwoners, die Kluisbergenaars worden genoemd. De hoofdplaats van de gemeente is Berchem.

## Kernen
Kluisbergen bestaat uit vier deelgemeenten, namelijk Berchem, Kwaremont, Ruien en Zulzeke.

### Deelgemeenten
|   | Naam            | Opp. (km²) | Inwoners (2020) | Inwoners per km² | NIS-code |
| - | --------------- | ---------- | --------------- | ---------------- | -------- |
| 1 | Ruien (II)      | 9,80       | 2.819           | 288              | 45060A   |
| 2 | Berchem (I)     | 6,55       | 2.482           | 379              | 45060B   |
| 3 | Kwaremont (III) | 8,67       | 720             | 83               | 45060C   |
| 4 | Zulzeke (IV)    | 5,61       | 554             | 99               | 45060D   |

Kluisbergen grenst aan volgende dorpen en gemeenten:
| - a. Ronse (stad Ronse) - b. Nukerke (gemeente Maarkedal) - c. Melden (stad Oudenaarde) - d. Elsegem (gemeente Wortegem-Petegem) - e. Kerkhove (gemeente Avelgem) | - f. Waarmaarde (gemeente Avelgem) - g. Avelgem (gemeente Avelgem) - h. Orroir (gemeente Mont-de-l'Enclus) - i. Amougies (gemeente Mont-de-l'Enclus) - j. Rozenaken (gemeente Mont-de-l'Enclus) |

### Kaart

Kluisbergen, deelgemeenten en buurgemeenten. De gele gebieden zijn bebouwde kernen.

## Demografische ontwikkeling
Alle historische gegevens hebben betrekking op de huidige gemeente, inclusief deelgemeenten, zoals ontstaan na de fusie van 1 januari 1977.
- Bronnen:NIS, Opm:1831 tot en met 1981=volkstellingen; 1990 en later= inwonertal op 1 januari

| Inwoners van jaar tot jaar op 1 januari 1992 tot heden | Inwoners van jaar tot jaar op 1 januari 1992 tot heden | Inwoners van jaar tot jaar op 1 januari 1992 tot heden |
| jaar                                                   | Aantal                                                 | Evolutie: 1992=index 100                               |
| ------------------------------------------------------ | ------------------------------------------------------ | ------------------------------------------------------ |
| 1992                                                   | 6.141                                                  | 100,0                                                  |
| 1993                                                   | 6.141                                                  | 100,0                                                  |
| 1994                                                   | 6.100                                                  | 99,3                                                   |
| 1995                                                   | 6.087                                                  | 99,1                                                   |
| 1996                                                   | 6.050                                                  | 98,5                                                   |
| 1997                                                   | 6.055                                                  | 98,6                                                   |
| 1998                                                   | 6.034                                                  | 98,3                                                   |
| 1999                                                   | 6.113                                                  | 99,5                                                   |
| 2000                                                   | 6.086                                                  | 99,1                                                   |
| 2001                                                   | 6.100                                                  | 99,3                                                   |
| 2002                                                   | 6.054                                                  | 98,6                                                   |
| 2003                                                   | 6.082                                                  | 99,0                                                   |
| 2004                                                   | 6.128                                                  | 99,8                                                   |
| 2005                                                   | 6.101                                                  | 99,3                                                   |
| 2006                                                   | 6.161                                                  | 100,3                                                  |
| 2007                                                   | 6.258                                                  | 101,9                                                  |
| 2008                                                   | 6.382                                                  | 103,9                                                  |
| 2009                                                   | 6.443                                                  | 104,9                                                  |
| 2010                                                   | 6.436                                                  | 104,8                                                  |
| 2011                                                   | 6.478                                                  | 105,5                                                  |
| 2012                                                   | 6.446                                                  | 105,0                                                  |
| 2013                                                   | 6.464                                                  | 105,3                                                  |
| 2014                                                   | 6.395                                                  | 104,1                                                  |
| 2015                                                   | 6.443                                                  | 104,9                                                  |
| 2016                                                   | 6.445                                                  | 105,0                                                  |
| 2017                                                   | 6.447                                                  | 105,0                                                  |
| 2018                                                   | 6.453                                                  | 105,1                                                  |
| 2019                                                   | 6.488                                                  | 105,7                                                  |
| 2020                                                   | 6.577                                                  | 107,1                                                  |
| 2021                                                   | 6.682                                                  | 108,8                                                  |
| 2022                                                   | 6.791                                                  | 110,6                                                  |
| 2023                                                   | 6.874                                                  | 111,9                                                  |
| 2024                                                   | 6.888                                                  | 112,2                                                  |
| 2025                                                   | 6.869                                                  | 111,9                                                  |

## Bezienswaardigheden
- Hotondberg met Hotondmolen
- Paterberg
- Oude Kwaremont
- Kluisberg
- Kluisbos
- Paddenbroek
- Feelbos
- Kalkovenbos
- Spijkerbos
- Beiaardbos, Fonteinbos en Ingelbos
- Hotond-Scherpenberg
- Kasteel Calmont
- Kasteel Ter Donck
- Molen ten Hove, Molen Ten Broecke, Molen ten Baete, Paepscheuremolen, Watermolen van het Hof ter Planken
- kunstenaarsdorp Kwaremont
- monument voor Karel Van Wijnendaele aan de Ronde van Vlaanderenstraat

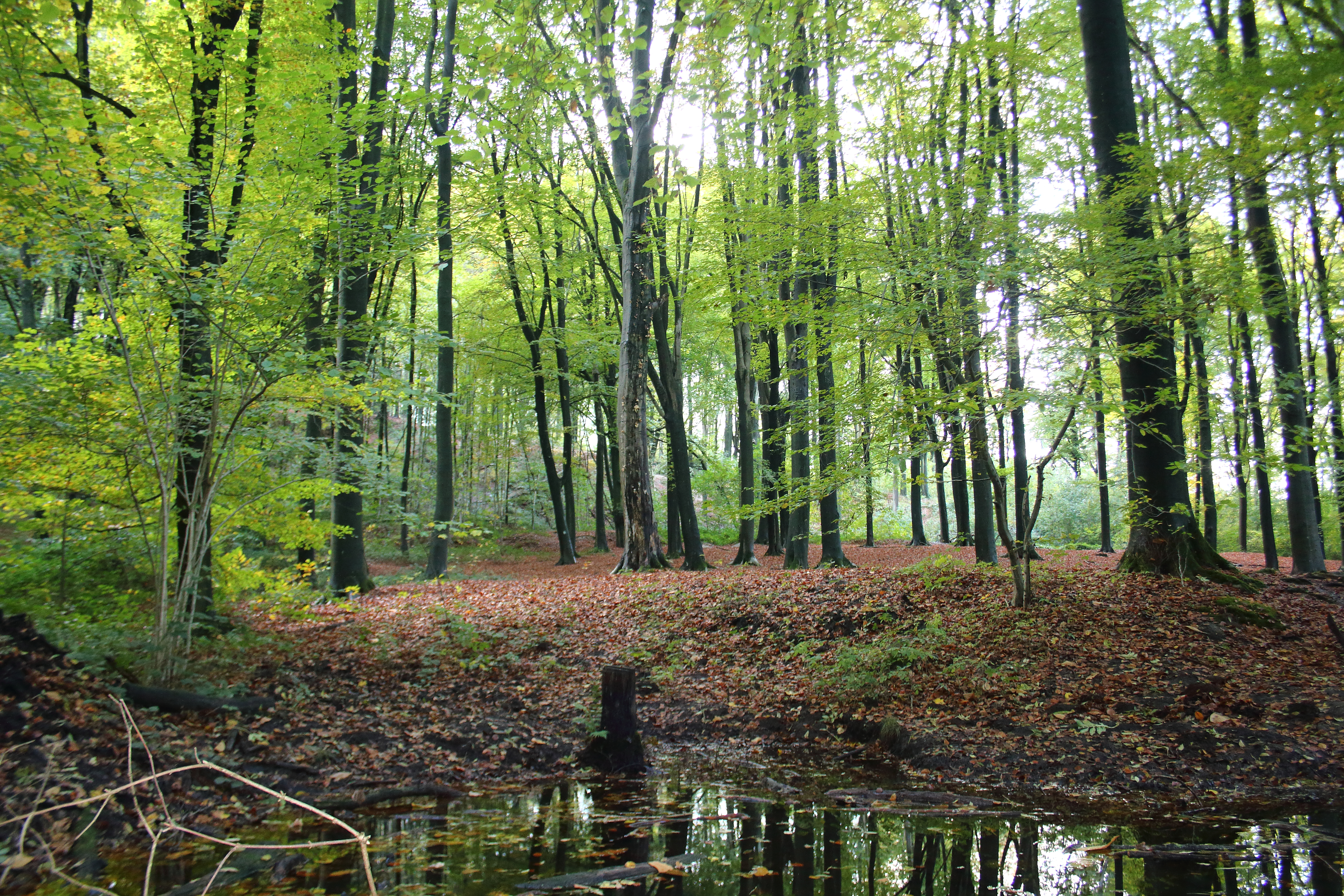
Kluisbos
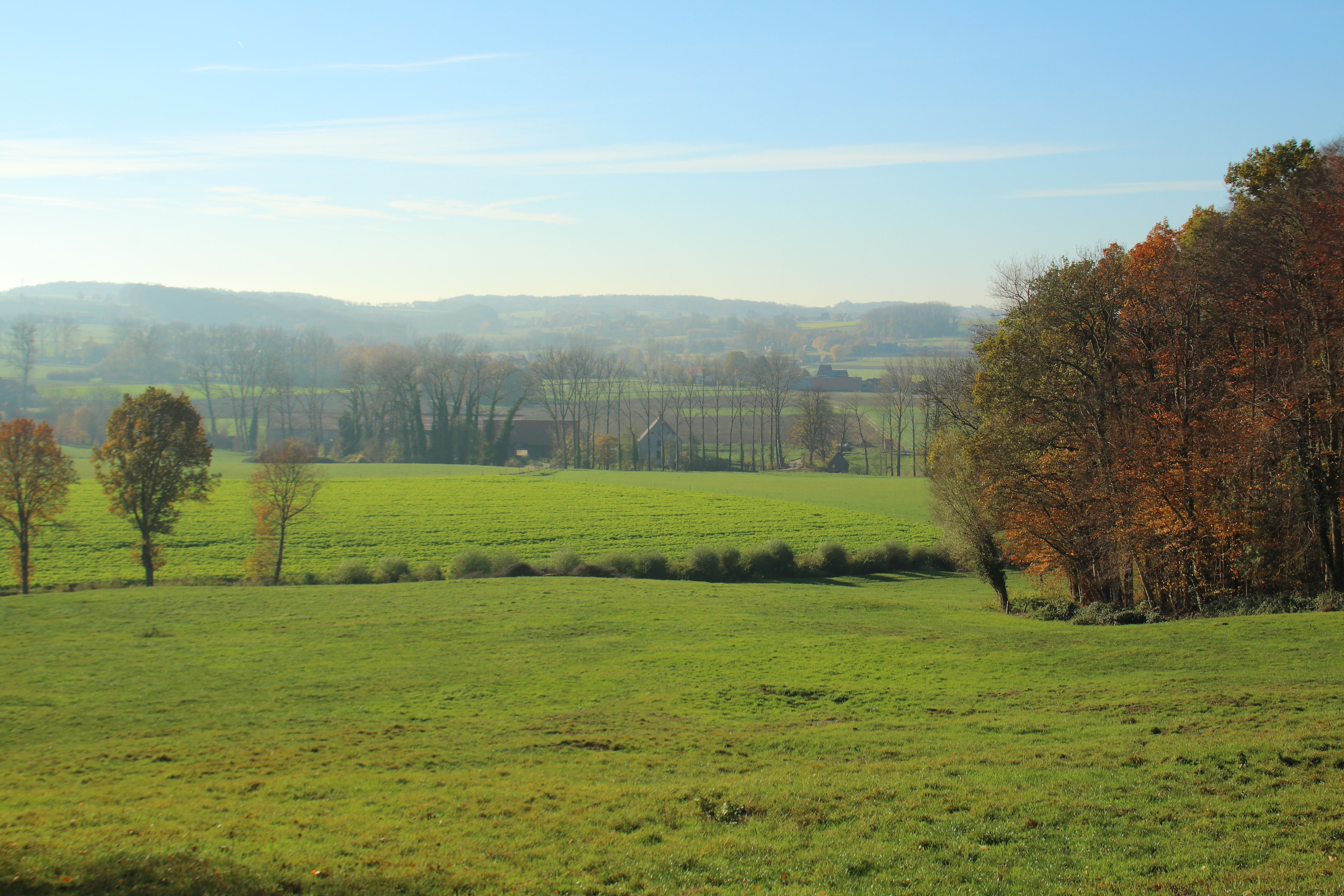
Vlaamse Ardennen in Zulzeke
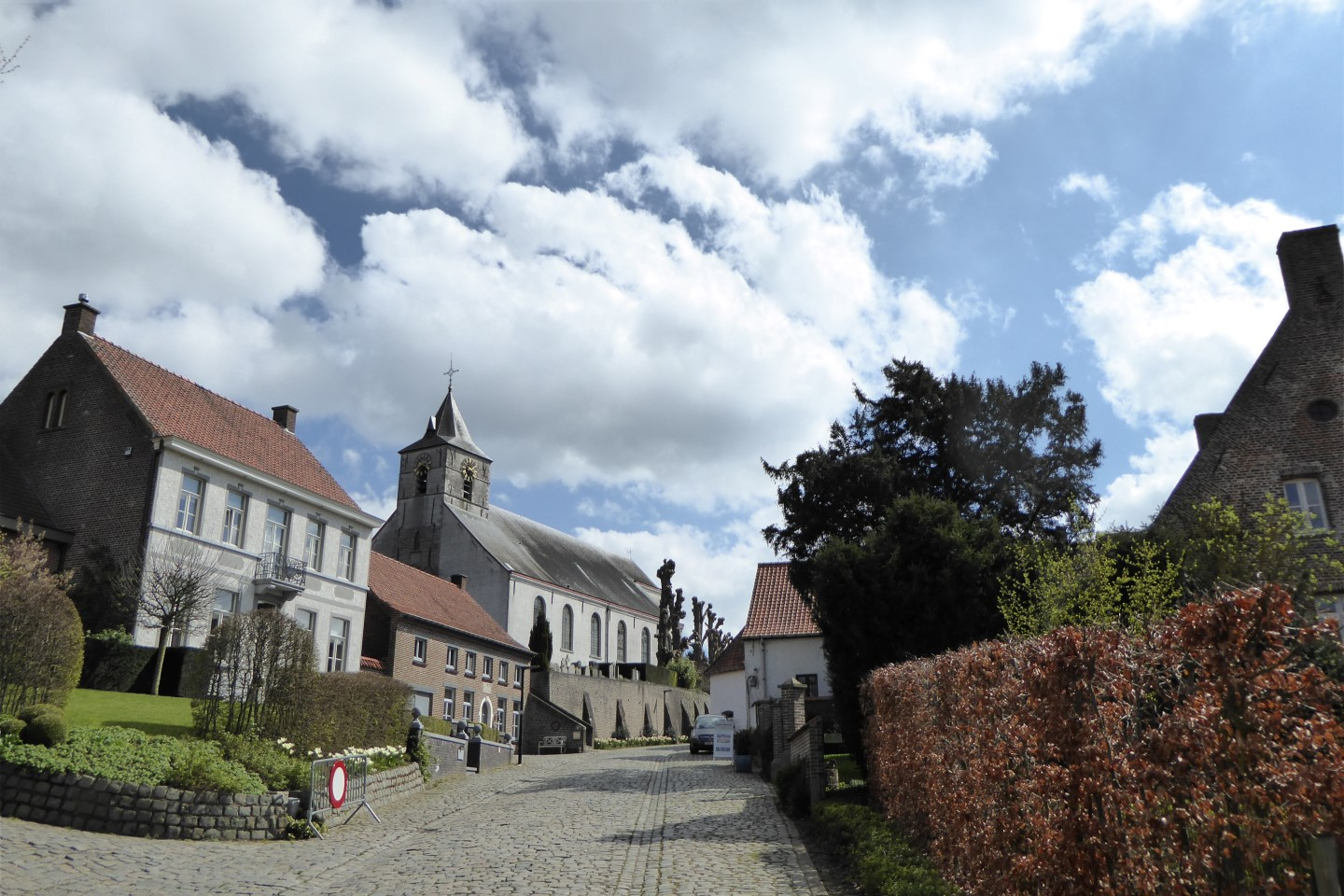
Kwaremont
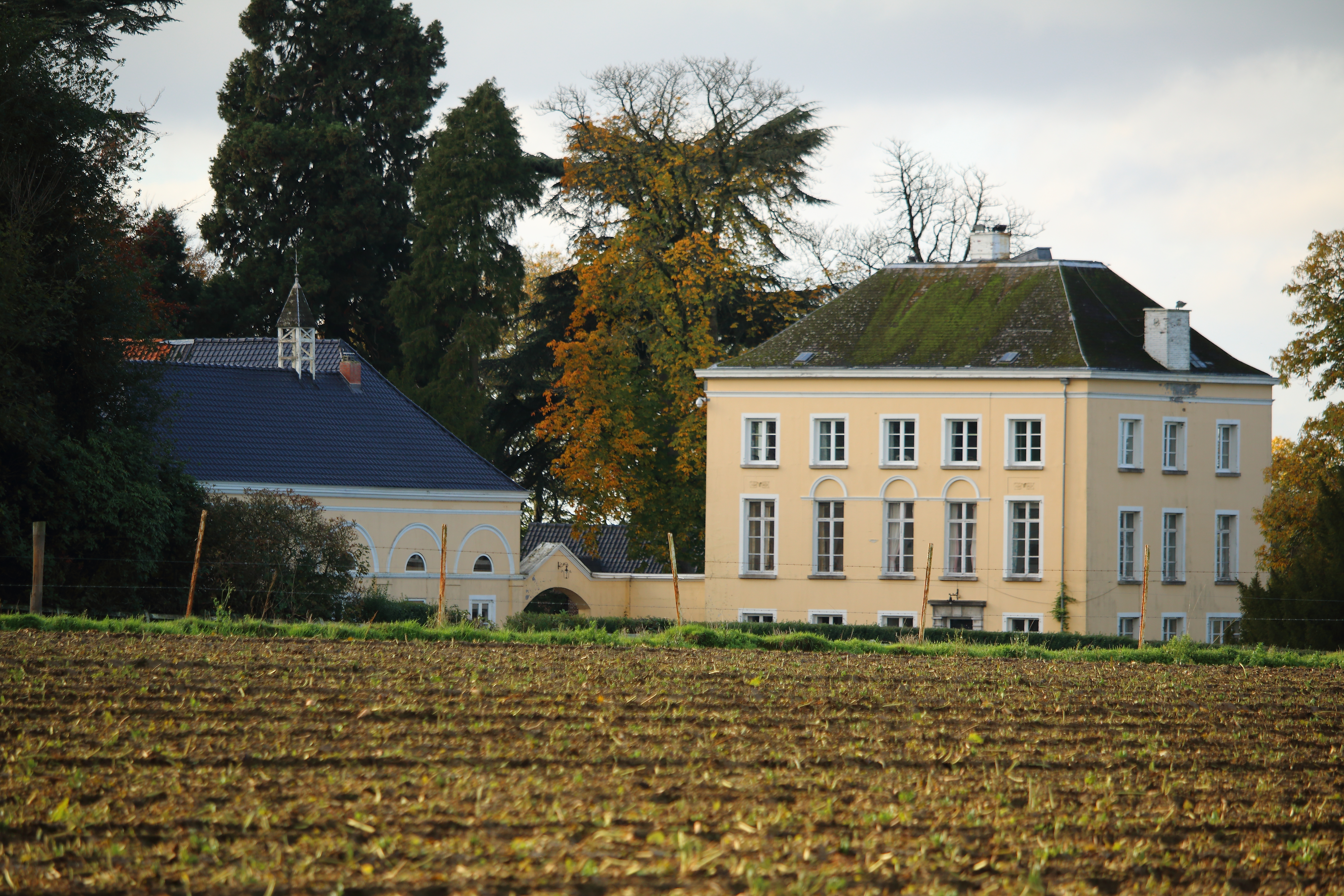
Kasteel Calmont
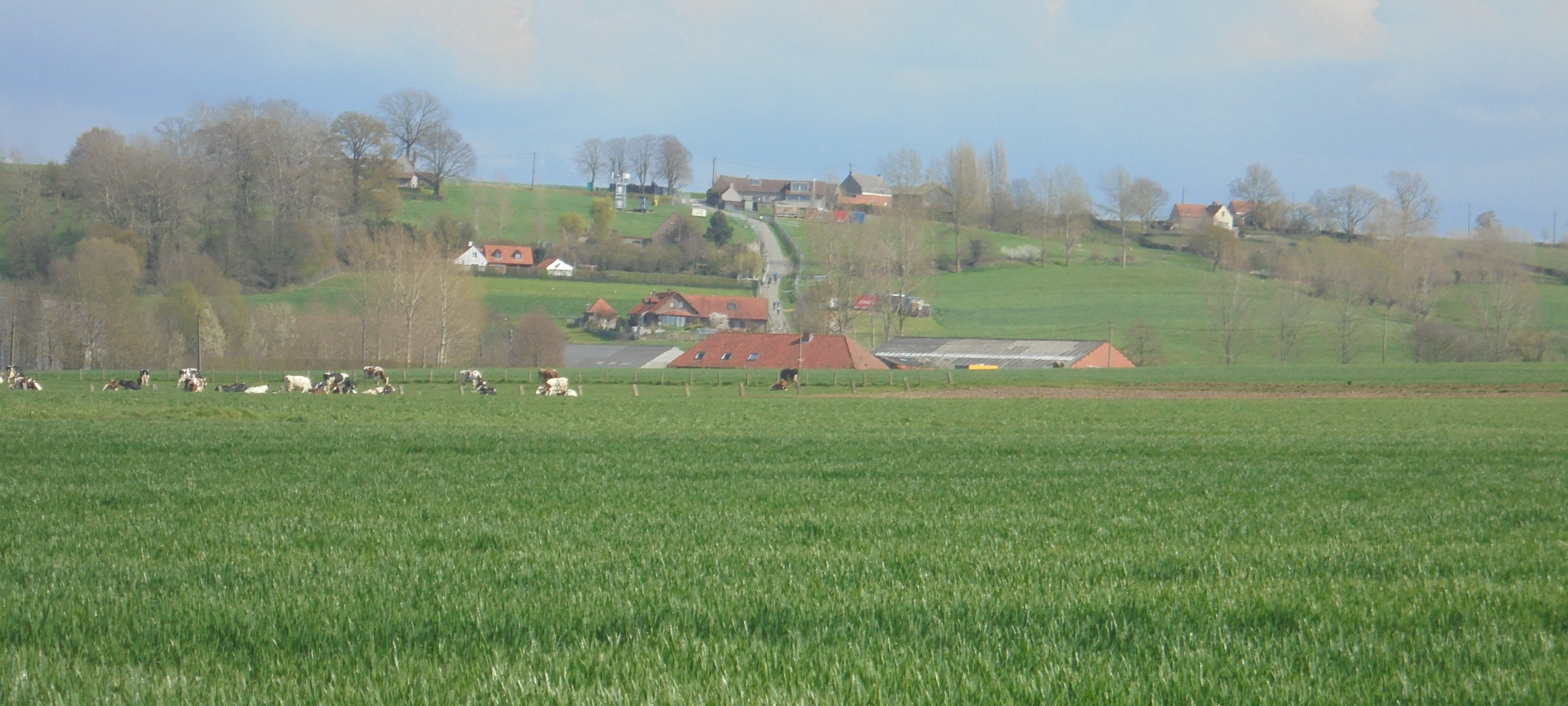
Paterberg
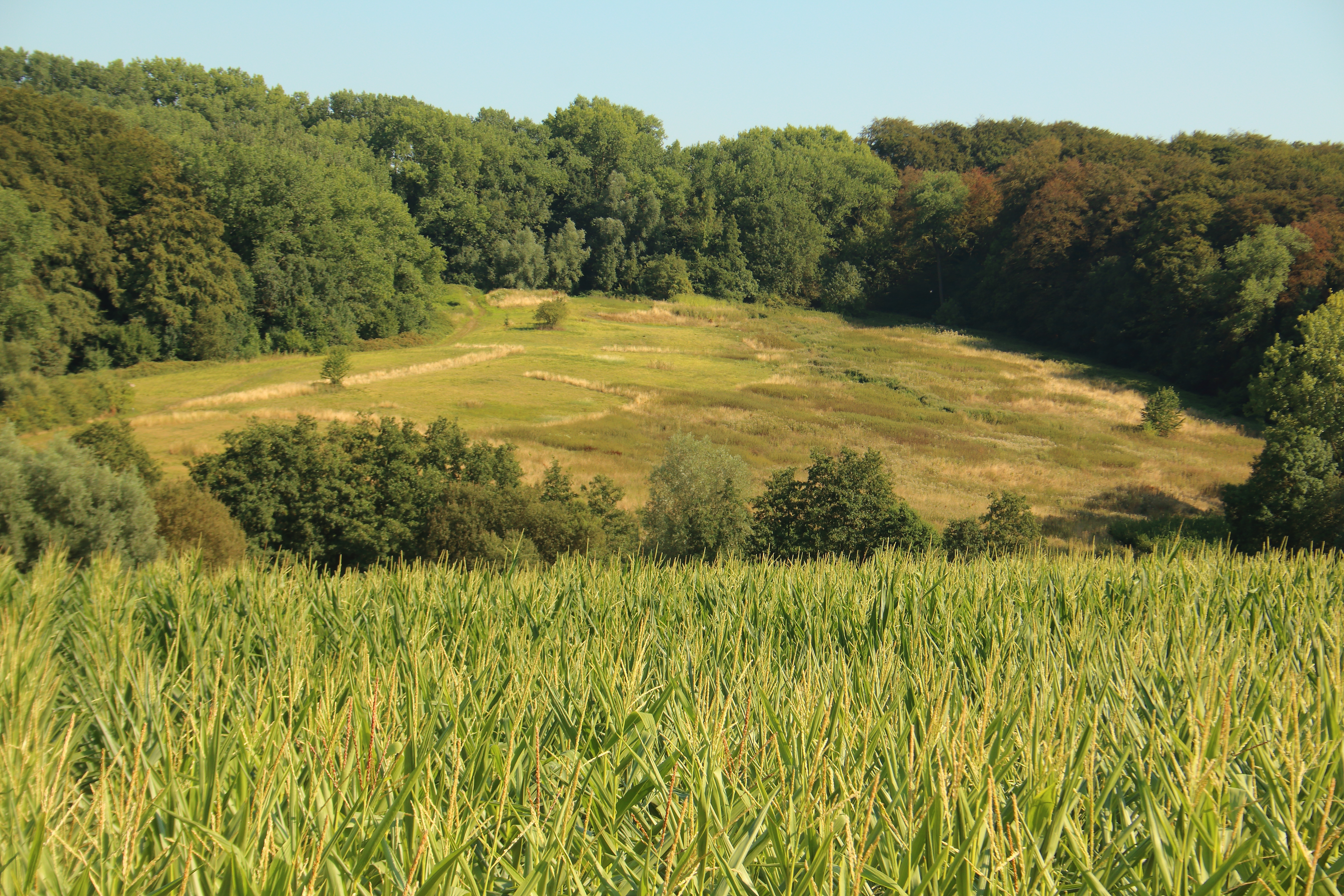
Beiaardbos en Fonteinbos
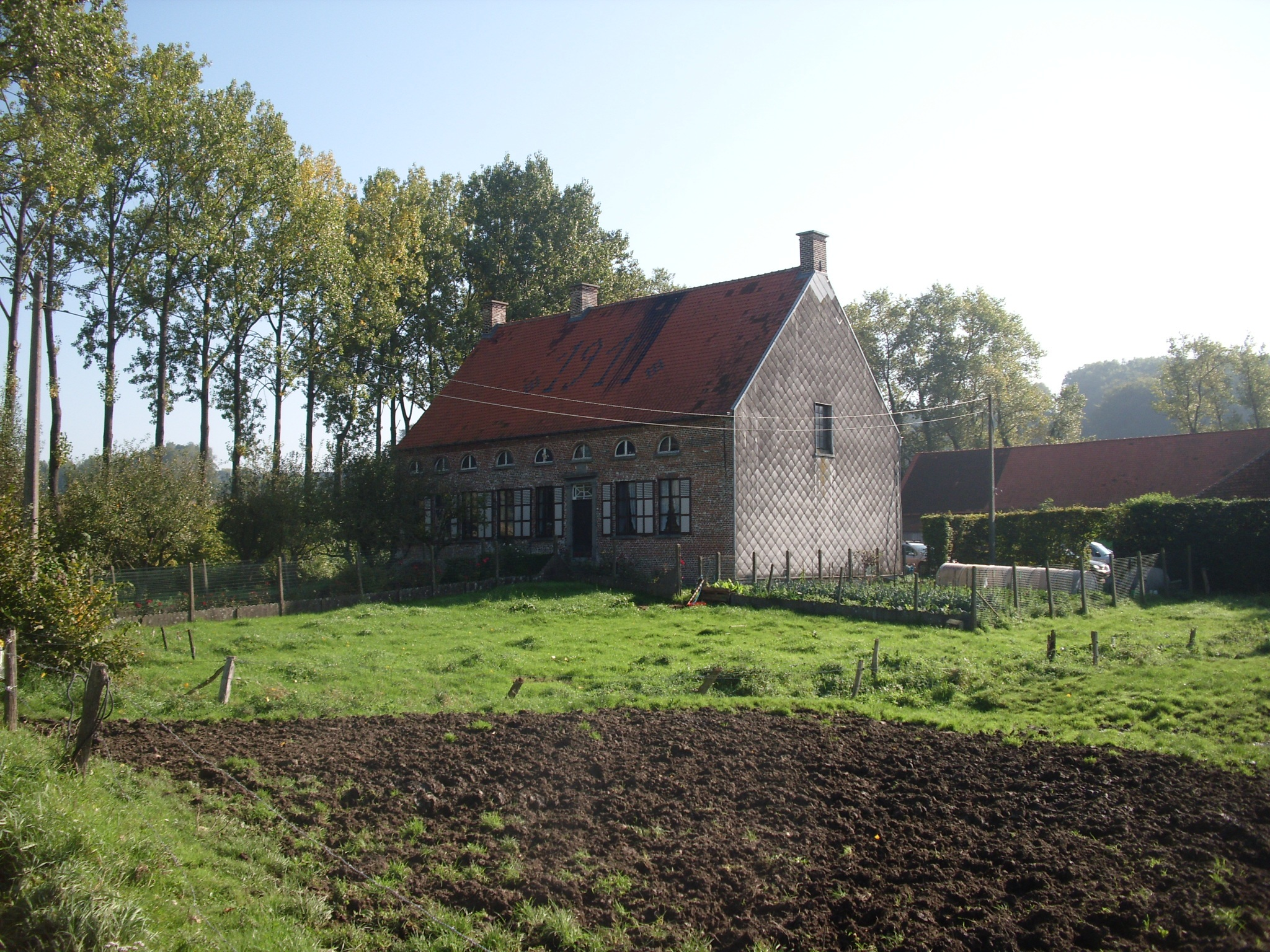
Goet ten Broecke in Zulzeke
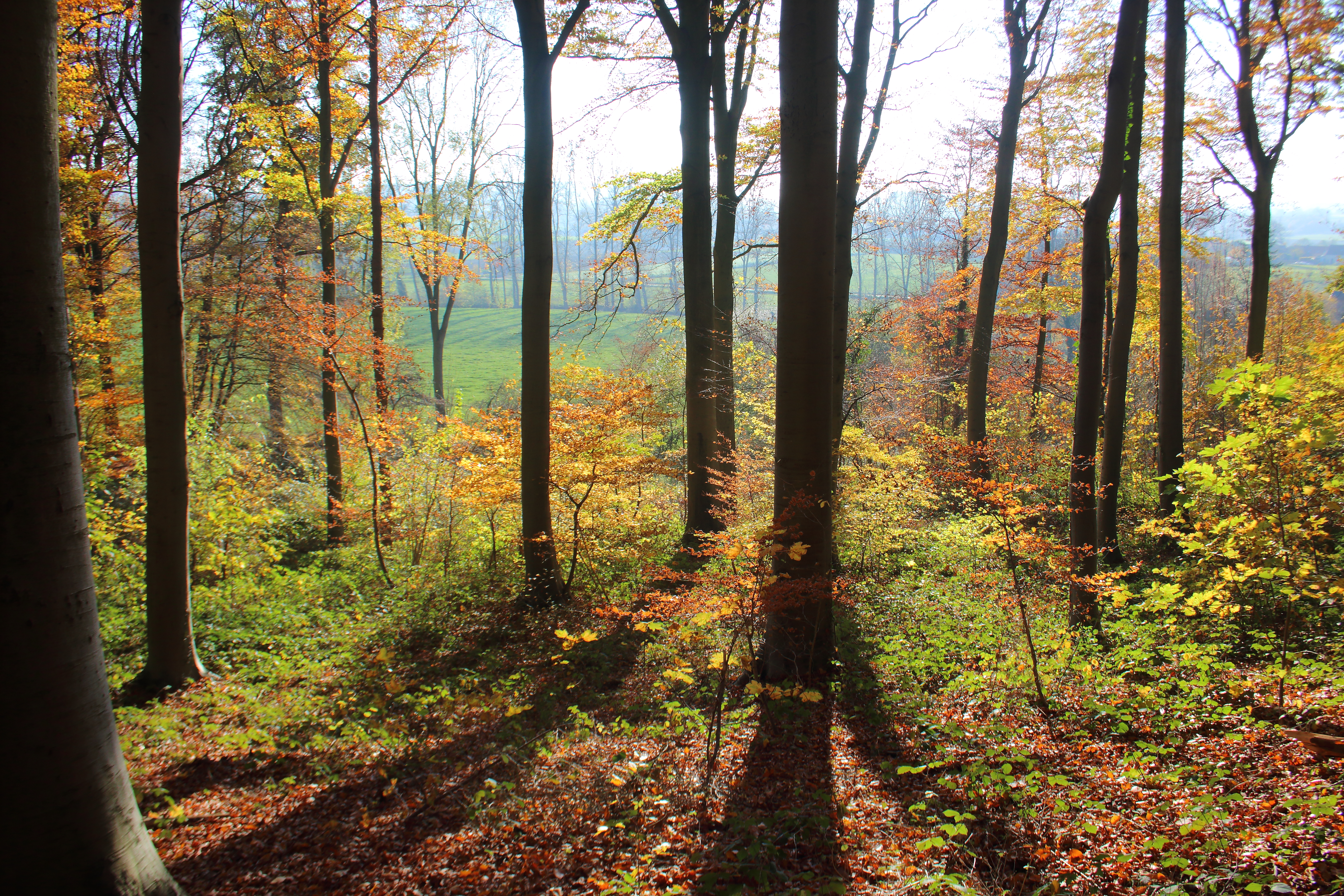
Spijkerbos
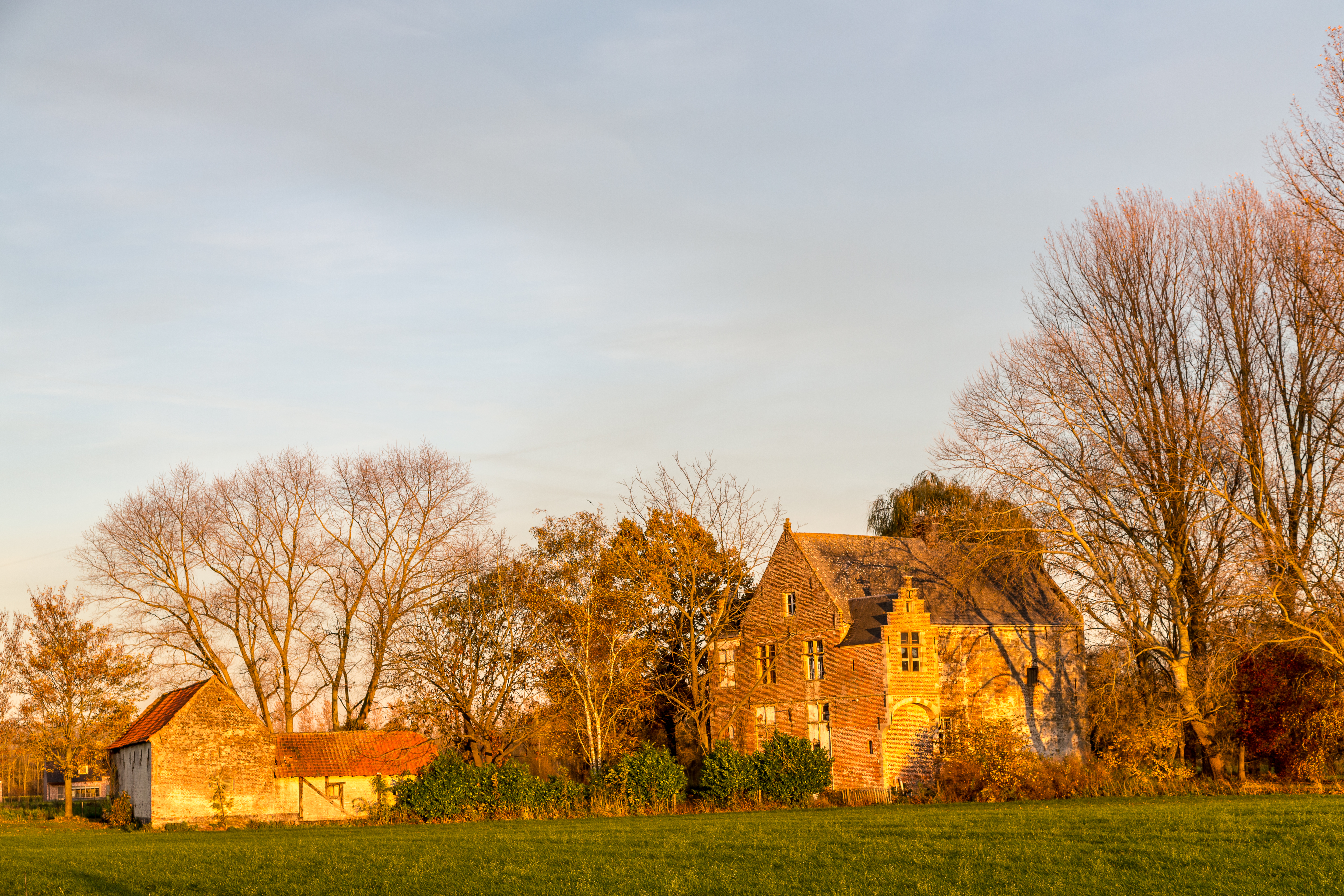
Kasteel Ter Donck
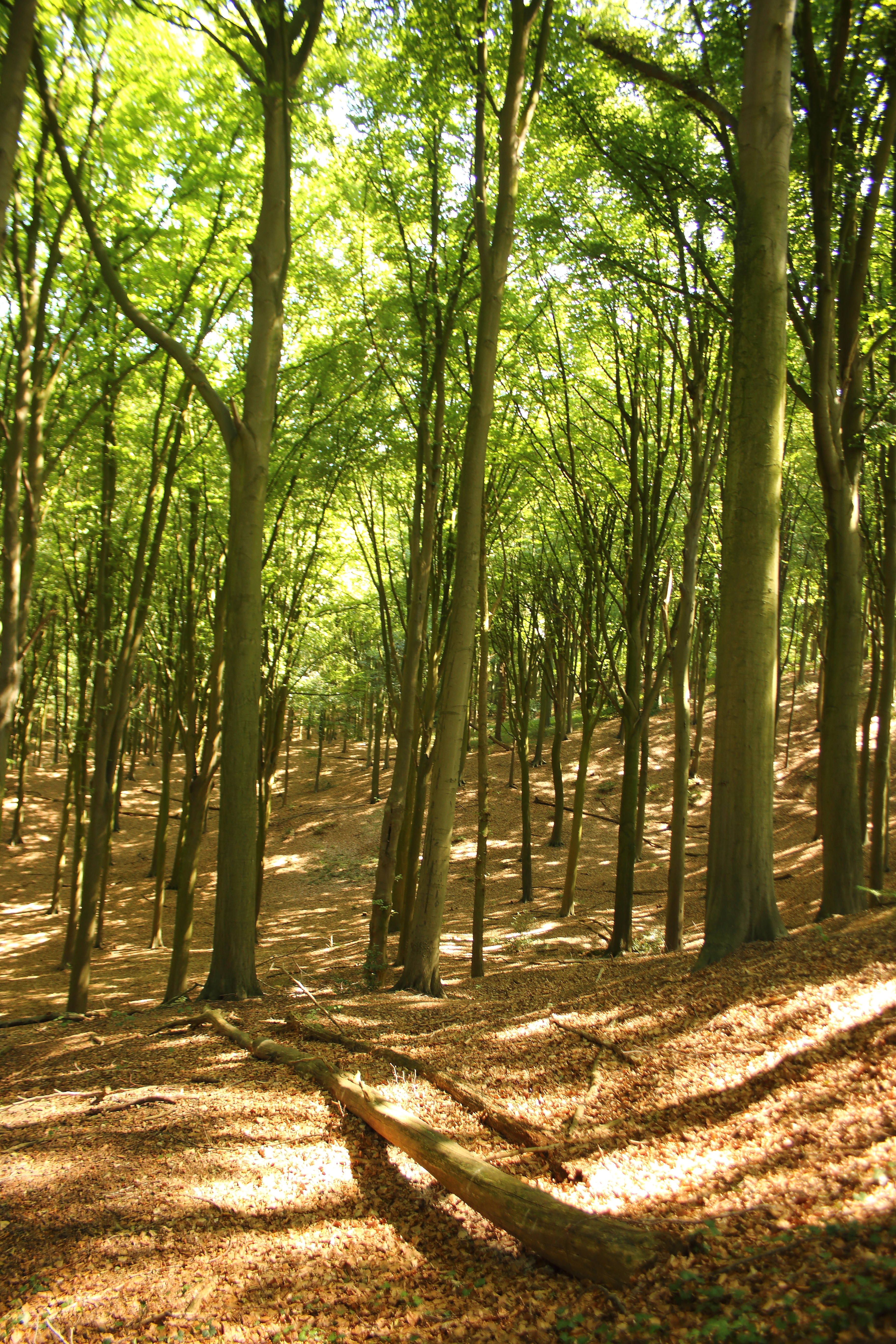
Hotond-Scherpenberg
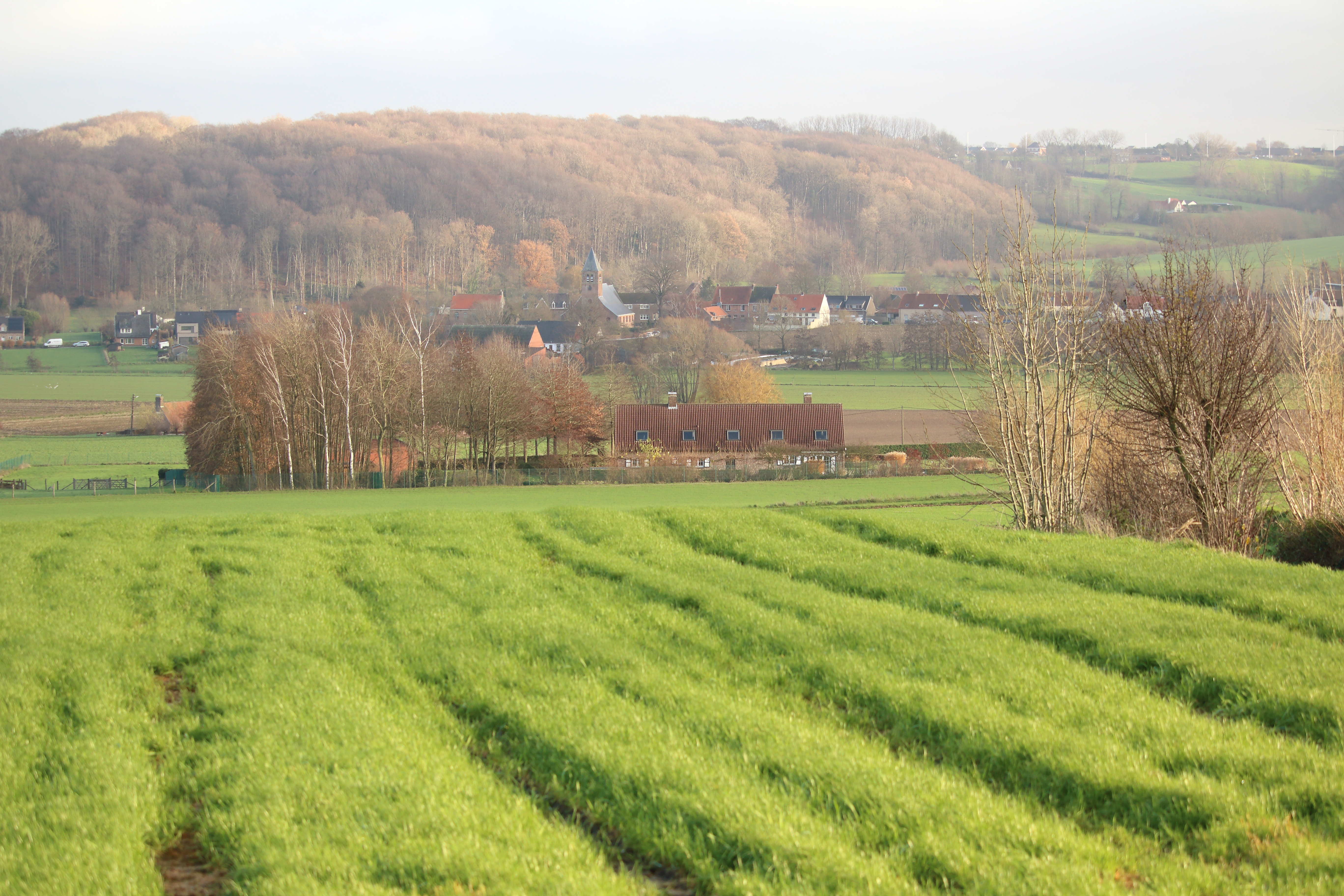
Zulzeke

## Politiek

### Structuur
De gemeente Kluisbergen ligt in het kieskanton Ronse in het provinciedistrict Oudenaarde, het kiesarrondissement Aalst-Oudenaarde en de kieskring Oost-Vlaanderen.
| Kluisbergen      | Kluisbergen      | Supranationaal         | Nationaal                         | Nationaal                 | Gemeenschap               | Gewest                    | Provincie                 | Arrondissement   | Provinciedistrict | Kanton          | Gemeente        |
| ---------------- | ---------------- | ---------------------- | --------------------------------- | ------------------------- | ------------------------- | ------------------------- | ------------------------- | ---------------- | ----------------- | --------------- | --------------- |
| Administratief   | Niveau           | Europese Unie          | België                            | België                    | Vlaanderen                | Vlaanderen                | Oost-Vlaanderen           | Oudenaarde       | Oudenaarde        | Oudenaarde      | Kluisbergen     |
| Administratief   | Bestuur          | Europese Commissie     | Belgische regering                | Belgische regering        | Vlaamse regering          | Vlaamse regering          | Deputatie                 | Deputatie        | Deputatie         | Deputatie       | Gemeentebestuur |
| Administratief   | Raad             | Europees Parlement     | Kamer van volksvertegenwoordigers | Vlaams Parlement          | Vlaams Parlement          | Vlaams Parlement          | Provincieraad             | Provincieraad    | Provincieraad     | Provincieraad   | Gemeenteraad    |
| Kiesomschrijving | Kiesomschrijving | Nederlands Kiescollege | Kieskring Oost-Vlaanderen         | Kieskring Oost-Vlaanderen | Kieskring Oost-Vlaanderen | Kieskring Oost-Vlaanderen | Kieskring Oost-Vlaanderen | Aalst-Oudenaarde | Oudenaarde        | Ronse           | Kluisbergen     |
| Verkiezing       | Verkiezing       | Europese               | Federale                          | Federale                  | Vlaamse                   | Vlaamse                   | Provincieraads-           | Provincieraads-  | Provincieraads-   | Provincieraads- | Gemeenteraads-  |

Burgemeesters van Kluisbergen waren:
- 1971 - 1982: Luc Reyntjens (CVP)
- 1983 - 1988: Gaston Deglas (Gemeentebelangen)
- 1988 - 1988: Alphonse Desmedt (Gemeentebelangen)
- 1989-... : Philippe Willequet (Gemeentebelangen)

### Resultaten gemeenteraadsverkiezingen sinds 1976
| Partij of kartel     | Partij of kartel                                        | 10-10-1976 | 10-10-1976 | 10-10-1982 | 10-10-1982 | 9-10-1988 | 9-10-1988 | 9-10-1994 | 9-10-1994 | 8-10-2000 | 8-10-2000 | 8-10-2006 | 8-10-2006 | 14-10-2012 | 14-10-2012 | 14-10-2018 | 14-10-2018 | 13-10-2024 | 13-10-2024 |
| Stemmen / Zetels     | Stemmen / Zetels                                        | %          | 17         | %          | 17         | %         | 17        | %         | 17        | %         | 17        | %         | 17        | %          | 17         | %          | 17         | %          | 17         |
| -------------------- | ------------------------------------------------------- | ---------- | ---------- | ---------- | ---------- | --------- | --------- | --------- | --------- | --------- | --------- | --------- | --------- | ---------- | ---------- | ---------- | ---------- | ---------- | ---------- |
|                      | Gemeentebelangen1                                       | 46,491     | 8          | 51,191     | 9          | 55,531    | 10        | 62,961    | 11        | 51,351    | 9         | 47,961    | 9         | 53,01      | 11         | 56,81      | 11         | 60,11      | 11         |
|                      | 'k LuisterA/ N-VA2                                      | -          |            | -          |            | -         |           | -         |           | -         |           | 37,66A    | 6         | 14,42      | 2          | 12,62      | 1          | 60,11      | 11         |
|                      | CVP1/ 'k LuisterA/ CD&V2/ CD&V PLUS3/ Team KluisbergenB | 47,61      | 9          | 42,771     | 8          | 44,471    | 7         | 37,041    | 6         | 29,811    | 5         | 37,66A    | 6         | 24,732     | 4          | 30,63      | 5          | 39,9B      | 6          |
|                      | sp.a1/ Team KluisbergenB                                | -          |            | -          |            | -         |           | -         |           | 18,84     | 3         | 14,38     | 2         | 7,87       | 0          | -          |            | 39,9B      | 6          |
|                      | GVB                                                     | 5,91       | 0          | 6,03       | 0          | -         |           | -         |           | -         |           | -         |           | -          |            | -          |            | -          |            |
| Totaal stemmen       | Totaal stemmen                                          | 4685       | 4685       | 4613       | 4613       | 4579      | 4579      | 4528      | 4528      | 4571      | 4571      | 4683      | 4683      | 4784       | 4784       | 4892       | 4892       | 3673       | 3673       |
| Opkomst %            | Opkomst %                                               |            |            |            |            | 97,34     | 97,34     | 96,34     | 96,34     | 96,06     | 96,06     | 96,82     | 96,82     | 95,76      | 95,76      | 95,9       | 95,9       | 69,4       | 69,4       |
| Blanco en ongeldig % | Blanco en ongeldig %                                    | 1,75       | 1,75       | 2,64       | 2,64       | 3,41      | 3,41      | 4,9       | 4,9       | 3,72      | 3,72      | 4,23      | 4,23      | 4,33       | 4,33       | 5,3        | 5,3        | 2,7        | 2,7        |

De rode cijfers naast de gegevens duiden aan onder welke naam de partijen telkens bij een verkiezing opkwamen.

De zetels van de gevormde meerderheid staan vetjes afgedrukt. De grootste partij is in kleur.

## Sport
Voetbalclubs KFC Kluisbergen en Kluisbergen Sportief zijn aangesloten bij de KBVB en actief in de provinciale reeksen.
Basketbalclub Blue Rocks Ronse-Kluisbergen is actief met een damesploeg in 1ste Landelijke en een herenploeg in 2de landelijke-A. De B-ploeg dames speelt in 1ste provinciale, terwijl de B-ploeg heren actief is in 3de Provinciale. De dames-A van Blue Rocks Ronse-Kluisbergen werden in 2013 kampioen in 2de landelijke. De heren-A ploeg werd in het seizoen 2013-2014 kampioen in 1ste provinciale en kon zo doorstoten naar de landelijke reeksen.
Kluisbergen was in 2005 gastheer van de Europese kampioenschappen mountainbike.

## Partnersteden
- Guînes (Frankrijk)

## Bekende Kluisbergenaars
- Dries Devenyns: profwielrenner
- Harlind Libbrecht, muzikant
- Ulrich Libbrecht, hoogleraar, filosoof, ereburger Kluisbergen
- Nikolas Maes: profwielrenner
- Margot Neyskens: actrice in o.a. Wittekerke (verhuisde naar Gent)
- Werther Vander Sarren: acteur in o.a. De Paradijsvogels, Familie